# Hestrus
Hestrus – miejscowość i gmina we Francji, w regionie Hauts-de-France, w departamencie Pas-de-Calais.
Według danych na rok 1990 gminę zamieszkiwały 272 osoby, a gęstość zaludnienia wynosiła 35 osób/km² (wśród 1549 gmin regionu Nord-Pas-de-Calais Hestrus plasuje się na 951. miejscu pod względem liczby ludności, natomiast pod względem powierzchni na miejscu 463.).